# Mark Williams (rugbista)
Mark Andrew Williams (Ellsbury, 26 de junio de 1961) es un ex–jugador estadounidense de rugby que se desempeñaba como centro.

## Selección nacional
Fue convocado a las Águilas por primera vez en noviembre de 1987 para enfrentar a los Dragones rojos y disputó su último partido en octubre de 1999 ante el XV del Trébol. En total jugó 37 partidos y marcó un total de 143 puntos, por lo que se encuentra entre los mayores anotadores de su seleccionado.

### Participaciones en Copas del Mundo
Disputó las Copas del Mundo de Inglaterra 1991 donde Williams jugó todos los partidos y fue el máximo anotador de su seleccionado. Finalmente disputó Gales 1999 con 38 años y aquí puso fin a su carrera. En ambos torneos las Águilas perdieron todos los partidos y por ello fueron eliminados en fase de grupos.
| Mundial                       | Sede       | Resultado    | PJ | Tries |
| ----------------------------- | ---------- | ------------ | -- | ----- |
| Copa Mundial de Rugby de 1991 | Inglaterra | Primera fase | 3  | 0     |
| Copa Mundial de Rugby de 1999 | Gales      | Primera fase | 1  | 0     |